# Sharks
Pour les articles homonymes, voir Sharks (homonymie).
Albums de UFO
Covenant
(2000) You Are Here
(2004)
Sharks est le titre du seizième album studio du groupe de hard rock anglais UFO. Il est sorti le 20 août 2002 sur le label allemand SPV GmbH/Steamhammer Records.

## Historique
Enregistré comme son prédécesseur dans les studios Prairie Sun Recordings à Cotati en Californie et produit par Mike Varney et Steve Fontano, il est le dernier album du groupe avec Michael Schenker et Aynsley Dunbar. Il se classa à la 75e place des charts allemands.

## Liste des titres
1. Outlaw Man (Phil Mogg / Pete Way) - 4:03
2. Quicksilver Rider (Mogg / Michael Schenker) - 4:09
3. Serenity (Mogg / Schenker) - 6:24
4. Deadman Walking (Mogg / Schenker) - 4:33
5. Shadow Dancer (Mogg / Schenker / Steve Fontano) - 4:48
6. Someone's Gonna Have to Pay (Mogg / Way) - 5:31
7. Sea of Faith (Mogg / Schenker / Fontano) - 5:51
8. Fighting Man (Mogg / Way) - 4:32
9. Perfect View (Mogg / Schenker / Fontano) - 4:08
10. Crossing Over (Mogg / Schenker) - 4:49
11. Hawaii (Schenker) - 0:43

## Musiciens
- Phil Mogg: chant
- Pete Way: basse
- Michael Schenker: guitare solo et rythmique
- Aynsley Dunbar: batterie, percussions

avec
- Kevin Carlson: claviers
- Jesse Bradman et Luis Maldonado: chœurs
- Mike Varney: guitare sur "Fighting Man"

## Classement
| Pays                          | Durée du classement | Meilleur classement | Date              |
| ----------------------------- | ------------------- | ------------------- | ----------------- |
| Allemagne (GfK Entertainment) | 1 semaine           | 75e                 | 16 septembre 2002 |